# Karl Hoffmann (Maler, 1893)
Karl Hoffmann (* 4. Februar 1893 in Wien; † 13. Juni 1972 ebenda) war ein Wiener Maler der Zwischenkriegszeit.

## Leben und Werk
In seiner ersten Schaffensperiode war Hoffmann Realist. Großfigurige Darstellungen in verhaltenen Farbtönen charakterisieren sein Frühwerk.
In den vierziger Jahren gewinnen Licht und Farbe an Bedeutung. Seine Hauptthemen sind nun Wiener Stadtveduten, Landschaften und Frauenkörper in tänzerischer Bewegung. Will man ihn in dieser Periode stilistisch einordnen, wäre wohl der Stimmungsimpressionismus geeignet. Herausragend sind seine graphischen Arbeiten.
Unter den Porträts befinden sich sehr interessante Selbstporträts, das letzte entstand zwei Jahre vor seinem Tod. Der bekleidete und unbekleidete Frauenkörper im Spiel von Licht und Schatten ist ein Hauptmotiv. Wiener Lebenswelten, wie den Wiener Prater, den Zirkus, den Kaffeehausgarten, den Tiergarten Schönbrunn und den Wiener Eislaufverein, hat er in seinen Bildern eingefangen.
In seinem Atelier am Getreidemarkt leitete Karl Hoffmann die letzte private Malschule Wiens. Dort wurden erstmals unter Musikbegleitung bewegte Akte gezeichnet. Fünfzig Jahre lang pilgerten Kunststudenten in Hoffmanns Schule, um sich für die Aufnahme in die Akademie der Bildenden Künste vorzubereiten.
Das Atelier lag im obersten Stockwerk eines alten Wiener Hauses nahe dem Naschmarkt und bot einen schönen Ausblick auf die Akademie der Bildenden Künste, die goldene Kuppel der Secession und die Karlskirche im Hintergrund. Das Atelier erinnerte in seiner bunten Unordnung von Staffeleien, Blattpflanzen, Obst und Blumen für Stillleben und anderen Dingen an die Pariser Bohème. Hoffmanns Modelle waren immer Tänzerinnen. Wenn das alte Grammophon zu spielen begann, tanzte das Modell zur Musik. Wenn eine Stellung dem Meister besonders gefiel, gab er das ‚Halt-Zeichen’, und das geübte Modell hielt diese oft schwierige Stellung zehn Minuten lang ein. Die Musik lief weiter und verhalf den Zeichenschülern zu flüssiger Bleistiftführung. Der Abendakt am Freitag war durch Jahrzehnte ein fester Termin für Künstler und Amateure. Es war die Persönlichkeit des Meisters, die der Schule ihre besondere Note gab.

## Ausstellungen
In den zwanziger Jahren war Karl Hoffmann Mitglied des Wiener Künstlerbundes ‚Segantini’ und nahm an den Jahresausstellungen teil, die meist in Räumen der Neuen Hofburg stattfanden. Zur Herbstausstellung 1936 schrieb der bekannte Kunstkritiker Arthur Roessler am 29. November 1936 in den ‚Wiener Neuesten Nachrichten’: „Als formsicherer Zeichner und farbenkräftiger Realist, der ein Bild, gleichviel ob Portrait oder Stillleben, auf gut durchstudierte lichtfeine Farbtöne wirkungsvoll zusammenstimmen kann, bewährt sich Karl Hoffmann.“
Nach dem „Anschluss“ im Jahr 1938 wurden die Mitglieder des Segantini-Bundes, des Hagenbundes und einiger kleinerer Künstlervereinigungen in der „Gemeinschaft bildender Künstler – Wiener Kunsthalle“ zusammengefasst. Hoffmann blieb bis zu seinem Tod Mitglied dieser Gemeinschaft und nahm an allen ihren Ausstellungen teil. Diese fanden zweimal jährlich in der Zedlitzhalle im ersten Bezirk statt. Am 5. November 1944 wurde die Zedlitzhalle durch Bomben zerstört. Im Frühjahr 1948 konnte nach dem Wiederaufbau
dort erneut ausgestellt werden und Hoffmann war bei allen folgenden Präsentationen vertreten.
Im Rahmen der Herbstausstellung in der Zedlitzhalle (12. November bis 4. Dezember 1949) fand die erste Kollektive Karl Hoffmann statt. Aus diesem Anlass erhielt der Künstler von Bürgermeister Theodor Körner die „Goldene Medaille für Malerei“ überreicht.
1961 wurde die Zedlitzhalle abgerissen; Die Gemeinschaft konnte viele Jahre hindurch im Künstlerhaus ausstellen. Hoffmann arbeitete auch viel in Italien und veranstaltete auch in Asolo und Verona Ausstellungen. Im November 1964 hatte Hoffmann abermals eine Kollektive. Bei der Frühjahrsausstellung 1972 im Künstlerhaus (31. Mai bis 22. Juni) erhielt Hoffmann den „Preis für Graphik“.
Er konnte aber, schon schwer erkrankt, nicht mehr anwesend sein. Er starb am 13. Juni 1972.
Von 1973 bis 2007 fanden neun Gedächtnisausstellungen statt, die letzte im Bezirksmuseum Mariahilf (16. September bis 30. September 2007).

## Werke in Museen und öffentlichen Sammlungen
- Akademie der bildenden Künste, Kupferstichkabinett: eine Monotypie.
- Artothek des Bundes: 13 Ölbilder und eine Grafik.
- Wien Museum: zwei Ölbilder.
- Österreichische Galerie Belvedere: 14 Ölbilder, 6 Monotypien, 8 Zeichnungen.

In privaten Sammlungen befinden sich viele Bilder und Zeichnungen. Ein reicher Nachlass ist im Besitz seiner Nachlassverwalterin.